# Feldhandball-Weltmeisterschaft der Männer 1955
Die 4. Feldhandball-Weltmeisterschaft der Männer fand vom 29. Juni bis 10. Juli 1955 in der Bundesrepublik Deutschland statt. Ausrichter war die International Handball Federation (IHF). Die 33 Spiele des Turniers wurden an 33 verschiedenen Spielorten in 32 unterschiedlichen Kommunen ausgetragen (Oberhausen war mit einem Spiel im Volkspark-Stadion Sterkrade und einem im Stadion Niederrhein im Stadtteil Osterfeld zwei Mal vertreten. Auf dem Gebiet der heutigen Stadt Mönchengladbach fanden ebenfalls zwei Begegnungen statt, jedoch war Rheydt zur Zeit der Austragung des Spiels noch selbständig). Dem Finale im Dortmunder Stadion Rote Erde wohnten nach Angaben der DHB-Chronik Handball '72 "rund 50.000 Zuschauer" bei. Dort besiegte die Auswahl des DHB die Mannschaft der Schweiz mit 25:13 (11: 7). Im Finale erzielten acht verschiedene deutsche Spieler einen oder mehrere Treffer, wobei Bernhard Kempa mit sieben und Hein Dahlinger mit sechs Treffern bereits mehr als die Hälfte der DHB-Tore erzielten. Bester Torschütze des Turniers wurde Stig Nilsson (Schweden) mit 25 Toren (von 45 Treffern seiner Mannschaft insgesamt), die meisten Tore für die deutsche Mannschaft erzielte Bernhard Kempa mit 22 Treffern.

## Teilnehmer
Es nahmen 17 Mannschaften teil: Belgien, Dänemark, Deutschland, Finnland, Frankreich, Jugoslawien, Luxemburg, die Niederlande, Norwegen, Österreich, Portugal, das Saarland, Schweden, die Schweiz, Spanien, die Tschechoslowakei und Ungarn. Gespielt wurde in einer Vorrunde mit sechs Gruppen, sowie einer Zwischenrunde mit zwei Vierergruppen „jeder gegen jeden“, zum Schluss vier Finalspiele zur Ermittlung der Plätze 1 bis 8.

## Vorrunde
In der Vorrunde gab es fünf Gruppen mit drei und eine mit zwei Mannschaften. Die sechs Gruppensieger und die beiden punktbesten Zweiten (Österreich und Schweden) qualifizierten sich für die Zwischenrunde.

### Gruppe 1
| Pl. | Land           | Sp. | S | U | N | Tore    | Diff. | Punkte |
| --- | -------------- | --- | - | - | - | ------- | ----- | ------ |
| 1.  | BR Deutschland | 2   | 2 | 0 | 0 | 031:60  | +25   | 4      |
| 2.  | Portugal       | 2   | 1 | 0 | 1 | 018:140 | +4    | 2      |
| 3.  | Norwegen       | 2   | 0 | 0 | 2 | 07:360  | −29   | 0      |

| 29. Juni 1955 19:00 Uhr | BR Deutschland | 9 : 4 | Portugal | Olympiastadion, Berlin Schiedsrichter: Heger |
| 29. Juni 1955 19:00 Uhr | (6 : 3)        |       |          | Olympiastadion, Berlin Schiedsrichter: Heger |
| 29. Juni 1955 19:00 Uhr | [ 1 ]          |       |          | Olympiastadion, Berlin Schiedsrichter: Heger |

| 30. Juni 1955 19:00 Uhr | Norwegen | 5 : 14 | Portugal | Weserstadion, Minden Schiedsrichter: Muzzulini |
| 30. Juni 1955 19:00 Uhr |          |        |          | Weserstadion, Minden Schiedsrichter: Muzzulini |
| 30. Juni 1955 19:00 Uhr | [ 2 ]    |        |          | Weserstadion, Minden Schiedsrichter: Muzzulini |

| 1. Juli 1955 19:00 Uhr | BR Deutschland | 22 : 2 | Norwegen | Niedersachsenstadion, Hannover Schiedsrichter: Schwab |
| 1. Juli 1955 19:00 Uhr | (12 : 1)       |        |          | Niedersachsenstadion, Hannover Schiedsrichter: Schwab |
| 1. Juli 1955 19:00 Uhr | [ 3 ]          |        |          | Niedersachsenstadion, Hannover Schiedsrichter: Schwab |

### Gruppe 2
| Pl. | Land      | Sp. | S | U | N | Tore    | Diff. | Punkte |
| --- | --------- | --- | - | - | - | ------- | ----- | ------ |
| 1.  | Saarland  | 2   | 2 | 0 | 0 | 038:100 | +28   | 4      |
| 2.  | Schweden  | 2   | 1 | 0 | 1 | 029:70  | +22   | 2      |
| 3.  | Luxemburg | 2   | 0 | 0 | 2 | 04:540  | −50   | 0      |

| 29. Juni 1955 19:00 Uhr | Schweden | 23 : 0 | Luxemburg | Volkspark-Stadion Sterkrade, Oberhausen Schiedsrichter: Bahnik |
| 29. Juni 1955 19:00 Uhr | (12 : 0) |        |           | Volkspark-Stadion Sterkrade, Oberhausen Schiedsrichter: Bahnik |
| 29. Juni 1955 19:00 Uhr | [ 1 ]    |        |           | Volkspark-Stadion Sterkrade, Oberhausen Schiedsrichter: Bahnik |

| 30. Juni 1955 19:00 Uhr | Saarland | 31 : 4 | Luxemburg | TuS-Kampfbahn, Hattingen Schiedsrichter: Reinke |
| 30. Juni 1955 19:00 Uhr | (14 : 4) |        |           | TuS-Kampfbahn, Hattingen Schiedsrichter: Reinke |
| 30. Juni 1955 19:00 Uhr | [ 2 ]    |        |           | TuS-Kampfbahn, Hattingen Schiedsrichter: Reinke |

| 1. Juli 1955 19:00 Uhr | Schweden | 6 : 7 | Saarland | Walder Stadion, Solingen Schiedsrichter: Heger |
| 1. Juli 1955 19:00 Uhr | (5 : 3)  |       |          | Walder Stadion, Solingen Schiedsrichter: Heger |
| 1. Juli 1955 19:00 Uhr | [ 3 ]    |       |          | Walder Stadion, Solingen Schiedsrichter: Heger |

### Gruppe 3
| Pl. | Land     | Sp. | S | U | N | Tore    | Diff. | Punkte |
| --- | -------- | --- | - | - | - | ------- | ----- | ------ |
| 1.  | Schweiz  | 2   | 2 | 0 | 0 | 031:140 | +17   | 4      |
| 2.  | Finnland | 2   | 1 | 0 | 1 | 018:230 | −5    | 2      |
| 3.  | Spanien  | 2   | 0 | 0 | 2 | 017:290 | −12   | 0      |

| 29. Juni 1955 19:00 Uhr | Schweiz                          | 13 : 7  | Finnland | Städtisches Stadion, Lörrach Zuschauer: 5.000 Schiedsrichter: Schwab |
| 29. Juni 1955 19:00 Uhr | Jendly, Bertschinger & Riess (3) | (7 : 2) | Klinga 7 | Städtisches Stadion, Lörrach Zuschauer: 5.000 Schiedsrichter: Schwab |
| 29. Juni 1955 19:00 Uhr | [ 1 ]                            |         |          | Städtisches Stadion, Lörrach Zuschauer: 5.000 Schiedsrichter: Schwab |

| 30. Juni 1955 19:00 Uhr | Finnland | 11 : 10 | Spanien | Kinzigstadion, Offenburg Schiedsrichter: Delaitre |
| 30. Juni 1955 19:00 Uhr |          |         |         | Kinzigstadion, Offenburg Schiedsrichter: Delaitre |
| 30. Juni 1955 19:00 Uhr | [ 2 ]    |         |         | Kinzigstadion, Offenburg Schiedsrichter: Delaitre |

| 1. Juli 1955 19:00 Uhr | Schweiz   | 18 : 7  | Spanien | Möslestadion, Freiburg Zuschauer: 4.000 Schiedsrichter: Gerstenberger |
| 1. Juli 1955 19:00 Uhr | Klöti (6) | (9 : 3) |         | Möslestadion, Freiburg Zuschauer: 4.000 Schiedsrichter: Gerstenberger |
| 1. Juli 1955 19:00 Uhr | [ 3 ]     |         |         | Möslestadion, Freiburg Zuschauer: 4.000 Schiedsrichter: Gerstenberger |

### Gruppe 4
| Pl. | Land       | Sp. | S | U | N | Tore    | Diff. | Punkte |
| --- | ---------- | --- | - | - | - | ------- | ----- | ------ |
| 1.  | Frankreich | 2   | 1 | 1 | 0 | 023:150 | +8    | 3      |
| 2.  | Österreich | 2   | 1 | 1 | 0 | 023:160 | +7    | 3      |
| 3.  | Belgien    | 2   | 0 | 0 | 2 | 015:300 | −15   | 0      |

| 29. Juni 1955 19:00 Uhr | Österreich | 15 : 8 | Belgien | Stadion am Bieberer Berg, Offenbach Schiedsrichter: Keller |
| 29. Juni 1955 19:00 Uhr | (4 : 5)    |        |         | Stadion am Bieberer Berg, Offenbach Schiedsrichter: Keller |
| 29. Juni 1955 19:00 Uhr | [ 1 ]      |        |         | Stadion am Bieberer Berg, Offenbach Schiedsrichter: Keller |

| 30. Juni 1955 19:00 Uhr | Frankreich | 15 : 7 | Belgien | Wildparkstadion, Karlsruhe Schiedsrichter: Jung |
| 30. Juni 1955 19:00 Uhr |            |        |         | Wildparkstadion, Karlsruhe Schiedsrichter: Jung |
| 30. Juni 1955 19:00 Uhr | [ 2 ]      |        |         | Wildparkstadion, Karlsruhe Schiedsrichter: Jung |

| 1. Juli 1955 19:00 Uhr | Österreich | 8 : 8 | Frankreich | Südweststadion, Ludwigshafen Schiedsrichter: Bahnik |
| 1. Juli 1955 19:00 Uhr |            |       |            | Südweststadion, Ludwigshafen Schiedsrichter: Bahnik |
| 1. Juli 1955 19:00 Uhr | [ 3 ]      |       |            | Südweststadion, Ludwigshafen Schiedsrichter: Bahnik |

### Gruppe 5
| Pl. | Land             | Sp. | S | U | N | Tore    | Diff. | Punkte |
| --- | ---------------- | --- | - | - | - | ------- | ----- | ------ |
| 1.  | Tschechoslowakei | 2   | 2 | 0 | 0 | 026:180 | +8    | 4      |
| 2.  | Ungarn           | 2   | 1 | 0 | 1 | 022:200 | +2    | 2      |
| 3.  | Dänemark         | 2   | 0 | 0 | 2 | 028:180 | +10   | 0      |

| 29. Juni 1955 19:00 Uhr | Dänemark | 10 : 14 | Tschechoslowakei | Dantestadion, München Schiedsrichter: Kremer |
| 29. Juni 1955 19:00 Uhr | (5 : 11) |         |                  | Dantestadion, München Schiedsrichter: Kremer |
| 29. Juni 1955 19:00 Uhr | [ 1 ]    |         |                  | Dantestadion, München Schiedsrichter: Kremer |

| 30. Juni 1955 19:00 Uhr | Ungarn | 8 : 12 | Tschechoslowakei | Rosenaustadion, Augsburg Schiedsrichter: Kling |
| 30. Juni 1955 19:00 Uhr |        |        |                  | Rosenaustadion, Augsburg Schiedsrichter: Kling |
| 30. Juni 1955 19:00 Uhr | [ 2 ]  |        |                  | Rosenaustadion, Augsburg Schiedsrichter: Kling |

| 1. Juli 1955 19:00 Uhr | Dänemark | 8 : 14 | Ungarn | TSV-Stadion, Ansbach Schiedsrichter: Küllenberg |
| 1. Juli 1955 19:00 Uhr |          |        |        | TSV-Stadion, Ansbach Schiedsrichter: Küllenberg |
| 1. Juli 1955 19:00 Uhr | [ 3 ]    |        |        | TSV-Stadion, Ansbach Schiedsrichter: Küllenberg |

### Gruppe 6
| Pl. | Land        | Sp. | S | U | N | Tore    | Diff. | Punkte |
| --- | ----------- | --- | - | - | - | ------- | ----- | ------ |
| 1.  | Jugoslawien | 2   | 2 | 0 | 0 | 034:150 | +19   | 4      |
| 2.  | Niederlande | 2   | 0 | 0 | 2 | 015:340 | −19   | 0      |

| 29. Juni 1955 19:00 Uhr | Niederlande | 4 : 13 | Jugoslawien | Stadion Oberwerth, Koblenz Schiedsrichter: Küllenberg |
| 29. Juni 1955 19:00 Uhr | (1 : 7)     |        |             | Stadion Oberwerth, Koblenz Schiedsrichter: Küllenberg |
| 29. Juni 1955 19:00 Uhr | [ 1 ]       |        |             | Stadion Oberwerth, Koblenz Schiedsrichter: Küllenberg |

| 1. Juli 1955 19:00 Uhr | Jugoslawien | 21 : 11 | Niederlande | Poststadion, Bonn Schiedsrichter: Kremer |
| 1. Juli 1955 19:00 Uhr |             |         |             | Poststadion, Bonn Schiedsrichter: Kremer |
| 1. Juli 1955 19:00 Uhr | [ 3 ]       |         |             | Poststadion, Bonn Schiedsrichter: Kremer |

### Beste Zweitplatzierte
| Pl. | Land        | Sp. | S | U | N | Tore    | Diff. | Punkte |
| --- | ----------- | --- | - | - | - | ------- | ----- | ------ |
| 1.  | Österreich  | 2   | 1 | 1 | 0 | 023:160 | +7    | 3      |
| 2.  | Schweden    | 2   | 1 | 0 | 1 | 029:70  | +22   | 2      |
| 3.  | Ungarn      | 2   | 1 | 0 | 1 | 022:200 | +2    | 2      |
| 4.  | Portugal    | 2   | 1 | 0 | 1 | 018:140 | +4    | 2      |
| 5.  | Finnland    | 2   | 1 | 0 | 1 | 018:230 | −5    | 2      |
| 6.  | Niederlande | 2   | 0 | 0 | 2 | 015:340 | −19   | 0      |

## Zwischenrunde
In zwei Vierergruppen spielte „jeder gegen jeden“. Die ersten dieser Gruppen kämpften im Finale um Platz 1 und 2, die Zweiten um 3 und 4 usw.:

### Gruppe A
| Pl. | Land             | Sp. | S | U | N | Tore    | Diff. | Punkte |
| --- | ---------------- | --- | - | - | - | ------- | ----- | ------ |
| 1.  | BR Deutschland   | 3   | 3 | 0 | 0 | 055:380 | +17   | 6      |
| 2.  | Tschechoslowakei | 3   | 2 | 0 | 1 | 029:200 | +9    | 4      |
| 3.  | Jugoslawien      | 3   | 1 | 0 | 2 | 029:390 | −10   | 2      |
| 4.  | Österreich       | 3   | 0 | 0 | 3 | 028:440 | −16   | 0      |

| 3. Juli 1955 15:30 Uhr | BR Deutschland | 21 : 18 | Österreich | Stadion am Zoo, Wuppertal |
| 3. Juli 1955 15:30 Uhr | (8 : 8)        |         |            | Stadion am Zoo, Wuppertal |
| 3. Juli 1955 15:30 Uhr | [ 4 ]          |         |            | Stadion am Zoo, Wuppertal |

| 3. Juli 1955 15:30 Uhr | Tschechoslowakei | 9 : 6 | Jugoslawien | Sportpark Wanne-Süd, Wanne-Eickel |
| 3. Juli 1955 15:30 Uhr | (6 : 6)          |       |             | Sportpark Wanne-Süd, Wanne-Eickel |
| 3. Juli 1955 15:30 Uhr | [ 4 ]            |       |             | Sportpark Wanne-Süd, Wanne-Eickel |

| 5. Juli 1955 19:00 Uhr | BR Deutschland | 23 : 12 | Jugoslawien | Stadion Niederrhein, Oberhausen |
| 5. Juli 1955 19:00 Uhr | (12 : 6)       |         |             | Stadion Niederrhein, Oberhausen |
| 5. Juli 1955 19:00 Uhr | [ 5 ]          |         |             | Stadion Niederrhein, Oberhausen |

| 5. Juli 1955 19:00 Uhr | Tschechoslowakei | 12 : 3 | Österreich | Grotenburg-Kampfbahn, Krefeld |
| 5. Juli 1955 19:00 Uhr | (8 : 1)          |        |            | Grotenburg-Kampfbahn, Krefeld |
| 5. Juli 1955 19:00 Uhr | [ 5 ]            |        |            | Grotenburg-Kampfbahn, Krefeld |

| 7. Juli 1955 19:00 Uhr | BR Deutschland | 11 : 8 | Tschechoslowakei | Wedaustadion, Duisburg Zuschauer: 50.000 Schiedsrichter: Muzzulini |
| 7. Juli 1955 19:00 Uhr | (6 : 4)        |        |                  | Wedaustadion, Duisburg Zuschauer: 50.000 Schiedsrichter: Muzzulini |
| 7. Juli 1955 19:00 Uhr | [ 6 ]          |        |                  | Wedaustadion, Duisburg Zuschauer: 50.000 Schiedsrichter: Muzzulini |

| 7. Juli 1955 19:00 Uhr | Jugoslawien | 11 : 7 | Österreich | Stadion Reinshagen, Remscheid |
| 7. Juli 1955 19:00 Uhr | (6 : 4)     |        |            | Stadion Reinshagen, Remscheid |
| 7. Juli 1955 19:00 Uhr | [ 6 ]       |        |            | Stadion Reinshagen, Remscheid |

### Gruppe B
| Pl. | Land       | Sp. | S | U | N | Tore    | Diff. | Punkte |
| --- | ---------- | --- | - | - | - | ------- | ----- | ------ |
| 1.  | Schweiz    | 3   | 3 | 0 | 0 | 031:200 | +11   | 6      |
| 2.  | Schweden   | 3   | 2 | 0 | 1 | 035:250 | +10   | 4      |
| 3.  | Saarland   | 3   | 1 | 0 | 2 | 030:370 | −7    | 2      |
| 4.  | Frankreich | 3   | 0 | 0 | 3 | 028:420 | −14   | 0      |

| 3. Juli 1955 15:30 Uhr | Saarland | 9 : 12 | Schweden | Jahnstadion, Rheydt |
| 3. Juli 1955 15:30 Uhr | (4 : 7)  |        |          | Jahnstadion, Rheydt |
| 3. Juli 1955 15:30 Uhr | [ 4 ]    |        |          | Jahnstadion, Rheydt |

| 3. Juli 1955 15:30 Uhr | Schweiz     | 11 : 7  | Frankreich   | Ruhrstadion, Bochum Zuschauer: 8.000 Schiedsrichter: Heger |
| 3. Juli 1955 15:30 Uhr | Buschor (4) | (6 : 6) | Versigny (3) | Ruhrstadion, Bochum Zuschauer: 8.000 Schiedsrichter: Heger |
| 3. Juli 1955 15:30 Uhr | [ 4 ]       |         |              | Ruhrstadion, Bochum Zuschauer: 8.000 Schiedsrichter: Heger |

| 5. Juli 1955 19:00 Uhr | Saarland | 13 : 12 | Frankreich | Rheinstadion, Düsseldorf |
| 5. Juli 1955 19:00 Uhr | (7 : 5)  |         |            | Rheinstadion, Düsseldorf |
| 5. Juli 1955 19:00 Uhr | [ 5 ]    |         |            | Rheinstadion, Düsseldorf |

| 5. Juli 1955 19:00 Uhr | Schweiz | 7 : 5 | Schweden | Höing, Hagen Zuschauer: 12.000 Schiedsrichter: Schwab |
| 5. Juli 1955 19:00 Uhr | (3 : 3) |       |          | Höing, Hagen Zuschauer: 12.000 Schiedsrichter: Schwab |
| 5. Juli 1955 19:00 Uhr | [ 5 ]   |       |          | Höing, Hagen Zuschauer: 12.000 Schiedsrichter: Schwab |

| 7. Juli 1955 19:00 Uhr | Saarland | 8 : 13 | Schweiz | Stadion Uhlenkrug, Essen Zuschauer: 12.000 Schiedsrichter: Kremmer |
| 7. Juli 1955 19:00 Uhr | (6 : 8)  |        |         | Stadion Uhlenkrug, Essen Zuschauer: 12.000 Schiedsrichter: Kremmer |
| 7. Juli 1955 19:00 Uhr | [ 6 ]    |        |         | Stadion Uhlenkrug, Essen Zuschauer: 12.000 Schiedsrichter: Kremmer |

| 7. Juli 1955 19:00 Uhr | Frankreich | 9 : 18 | Schweden | Jahnstadion, Hamm Zuschauer: 10.000 |
| 7. Juli 1955 19:00 Uhr | (3 : 10)   |        |          | Jahnstadion, Hamm Zuschauer: 10.000 |
| 7. Juli 1955 19:00 Uhr | [ 6 ]      |        |          | Jahnstadion, Hamm Zuschauer: 10.000 |

## Finale

### Spiel um Platz 7
| 9. Juli 1955 17:00 Uhr | Österreich | 11 : 7 | Frankreich | Westkampfbahn, Düren Zuschauer: 5.000 |
| 9. Juli 1955 17:00 Uhr | (7 : 4)    |        |            | Westkampfbahn, Düren Zuschauer: 5.000 |
| 9. Juli 1955 17:00 Uhr | [ 7 ]      |        |            | Westkampfbahn, Düren Zuschauer: 5.000 |

### Spiel um Platz 5
| 9. Juli 1955 17:00 Uhr | Jugoslawien | 12 : 5 | Saarland | Jahnstadion, Neuss Zuschauer: 5.000 |
| 9. Juli 1955 17:00 Uhr | (5 : 1)     |        |          | Jahnstadion, Neuss Zuschauer: 5.000 |
| 9. Juli 1955 17:00 Uhr | [ 7 ]       |        |          | Jahnstadion, Neuss Zuschauer: 5.000 |

### Kleines Finale
| 9. Juli 1955 17:00 Uhr | Tschechoslowakei | 13 : 10 | Schweden | Bökelbergstadion, Mönchengladbach Zuschauer: 10.000 |
| 9. Juli 1955 17:00 Uhr | (7 : 4)          |         |          | Bökelbergstadion, Mönchengladbach Zuschauer: 10.000 |
| 9. Juli 1955 17:00 Uhr | [ 7 ]            |         |          | Bökelbergstadion, Mönchengladbach Zuschauer: 10.000 |

### Finale
| 10. Juli 1955 15:30 Uhr | BR Deutschland | 25 : 13  | Schweiz     | Stadion Rote Erde, Dortmund Zuschauer: 50.000 Schiedsrichter: Heger |
| 10. Juli 1955 15:30 Uhr | Kempa (7)      | (11 : 7) | Buschor (5) | Stadion Rote Erde, Dortmund Zuschauer: 50.000 Schiedsrichter: Heger |
| 10. Juli 1955 15:30 Uhr | [ 7 ]          |          |             | Stadion Rote Erde, Dortmund Zuschauer: 50.000 Schiedsrichter: Heger |

## Endstand
| Rang | Land             |
| ---- | ---------------- |
| 1    | BR Deutschland   |
| 2    | Schweiz          |
| 3    | Tschechoslowakei |
| 4    | Schweden         |
| 5    | Jugoslawien      |
| 6    | Saarland         |
| 7    | Österreich       |
| 8    | Frankreich       |

## Torschützenliste
| # | Name           | Nation         | Tore |
| - | -------------- | -------------- | ---- |
| 1 | Stig Nilsson   | Schweden       | 25   |
| 2 | Bernhard Kempa | BR Deutschland | 22   |
| 3 | Roger Buschor  | Schweiz        | 20   |

Quelle:

## Die Weltmeistermannschaft 1955: Deutschland
Gerd Nellen (TuS 04 Rheinhausen) 3 Spiele/0 Tore, Heinz Singer (SV Polizei Hamburg) 4/0 – Heinz Becker (TSV 1857 Sachsenhausen) 6/0, Markus Bernhard (FC Bayern München) 6/3, Heinrich Dahlinger (THW Kiel) 4/13, Jürgen Isberg (SV Polizei Hamburg) 6/7, Horst Käsler (Berliner SV 1892) 2/1, Bernhard Kempa (Frisch Auf Göppingen) 6/22, Hans Ruff (TuRa 1882 Ludwigshafen) 5/0, Walter Schädlich (Sportfreunde Hamborn 07) 6/18, Horst Singer (Frisch Auf Göppingen) 4/11, Hans Stahler (TSG Haßloch) 3/6, Werner Vick (SV Polizei Hamburg) 6/0, Paul Wanke (SV Polizei Hamburg) 2/5, Hermann Will (RSV Mülheim a.d. Ruhr) 6/20, Ernst Wintterlin (SG Dietzenbach) 4/5 – Trainer: Fritz Fromm